# Mastixia eugenioides
Mastixia eugenioides är en kornellväxtart som beskrevs av K.M. Matthew. Mastixia eugenioides ingår i släktet Mastixia och familjen kornellväxter. Inga underarter finns listade i Catalogue of Life.